# Wooderd chiarie
wooderd chiarie（ウッダード チアリ）は、2001年に結成された日本のインディーズロックバンド。

## メンバー
- 上邨辰馬（ヴォーカル・ギター）
- 小和瀬健士（ギター）
- 久保寺豊（ベース）
- 岡部将宗（ドラムス）

## サポートメンバー
- イシカワユウスケ（ギター）- 2010年3月「サクラメント・カントス」リリースツアーより参加

## 概要・来歴
2001年 - 結成。東京都内を中心に活動。
2013年05月29日に活動休止。

## ミュージックビデオ
| 監督       | 曲名                  |
| 岩田夫妻   | 「幽霊たち」          |
| 小野田智美 | 「MOONLIGHT」「バー」 |
| 丸山太郎   | 「オルフォイス」      |

## 主なライブ
- 2010年03月14日-05月20日（10公演） - “サクラメント・カントス” RELEASE TOUR
w/秀吉/the SHUWA/Marble Head Standar/astrcoast/ハイスイノナサ/神聖かまってちゃん/Last Girl/serial TV drama/Qwai/the court/rega/UNCHAIN/soulkids/cinema staff/Half-Life/空中ループ/nenem/スーパーノア/viridian/folt/sgt./LITE/sleepy.ab
- 2010年03月21日 - the chef cooks me Neo Tokyo Backpackers Tour 2010
- 2010年07月22日 - Panic Room～room no.07～
- 2011年01月14日,15日 - HINTO企画「よりあい 2」
- 2011年03月26日 - 東北地方太平洋沖地震～チャリティーイベント LIGHTS UP JAPAN（「上邨辰馬 from wooderd chiarie」として出演）
- 2011年10月23日 - wooderd chiarie presents 「ゴシック・ファンダメンタル」
- 2012年03月20日 - FREE THROW vol.60
- 2012年05月11日 - イツエ Presents「いくつもの絵」Release Tour Final～2枚目の絵～
- 2012年07月21日 - folt presents this here vol.7 "YOU"release party!!
- 2012年11月04日 - shimokita round up5
- 2013年04月21日 - WITHfes 2013
- 2013年05月29日 - 下北沢ERA ～ERA 11th ANNIVERSARY～